# Dommartin-la-Montagne
Dommartin-la-Montagne – miejscowość i gmina we Francji, w regionie Grand Est, w departamencie Moza.
Według danych na rok 1990 gminę zamieszkiwały 52 osoby, a gęstość zaludnienia wynosiła 8 osób/km² (wśród 2335 gmin Lotaryngii Dommartin-la-Montagne plasuje się na 993. miejscu pod względem liczby ludności, natomiast pod względem powierzchni na miejscu 877.).